# 花冠の竜の姫君
『花冠の竜の姫君』（はなかんむりのりゅうのひめぎみ）は、中山星香による日本の少女漫画。

## 概要
『プリンセスGOLD』（秋田書店）にて2008年2月号より連載中のファンタジー作品である。本作品の前に、1980年代から1990年代にかけてシリーズ連載された『花冠の竜の国』があり、これはその次世代編である。単行本は「プリンセス・コミックス」から全10巻。
因みに、発表順は『花冠の竜の国』→『花冠の竜の姫君』→『花冠の竜の国 2nd』→『花冠の竜の国 encore 花の都（ギルディリエック）の不思議な一日』だが、時間軸に沿って並べた順番は『花冠の竜の国』→『花冠の竜の国 2nd』→『花冠の竜の国 encore 花の都（ギルディリエック）の不思議な一日』→『花冠の竜の姫君』となる。

## 世界観

### 考察
はじまりは、前作『花冠の竜の国』のヒロインであるリゾレットの曽祖父ブライアン・アステアが、孫のジェニファー（リゾレットの母）のために書いたおとぎ話「ウィングチップでアメリカン」である。リゾレットは偶然、このおとぎ話の世界に迷い込みエスターと出会い結婚、そして出産する。
よって、この作品の中ではパラレルワールドではなく、ギルディリエックやクリサンリィンは実在し、どこかで交わる可能性があるとされている。現におとぎの国の住人であるハリーは英国の病院に通い、滞在中、彼の騎竜のバリアントは納屋で生活する。彼らが祖国へ帰る時に、竜が消えるのを人間によって目撃されている。
但し、誰でも世界の境界を越えられる訳ではなく、リゾレットの家族はシンクロ率が高くて特に曾祖父ブライアンは飛び抜けており「花冠の竜の国々（フラワードラゴンズ・ランズ）」のクリエイターに近い存在なので問題は無いが、ハリー（ヘディアード）の養父ムーンウッド伯爵やその他の人々は不可能である。更には、『花冠の竜の国』の終盤で明らかになったが、子供の出生率が低くて複数子の誕生は非常に困難であるため、国々の殆どで王子王女のどちらかが1人で年齢差のある普通の兄弟姉妹ならばあり得ても双生児での兄弟姉妹は「花の都」のハリーとエディアールの他に例は見られない。

### 花冠竜の世界の国
※統治者は花冠の竜の姫君の時代による。
星の都（クリサンリィン）
国王（名前未出）と月の都出身のデジー妃により統治される。良質の日鉱石を生む星の谷を有する土地だが、知名度が低いので日鉱石と聞くと人々は大抵「氷の都」産だと思ってしまう。谷の奥に住む「伝説の魔物」にして守護神と呼ばれる巨大な眠眠蛙ビアンダン（国王が「彼女」と呼ぶことから雌らしい）により守護されている。
花の都（ギルディリエック）
エスター王により統治。王妃は英国出身のリゾレット・モーガン。空を覆う黄金の花・ライトルーアにより照らされる輝ける土地。しかし、下層にはギリアドン蛇という凶暴な獣が巣くっている。リゾレットが迷い込んだ当初、ギルアドン教が横行していたが、エスターにより追放され政教分離が行われた。
月の都（シェリダン）
デジー妃の父方の従弟ユーディス・アキロン王により統治。月の湖を有する地形を利用した竜族の飼育が盛んな国。毎年、大花冠竜祭りが行われ騎竜の競売などが催される。
氷の都（ベンジュラ）
ガーデルー王により統治。経済は日鉱石の輸出のみにたよっており、鉱山の枯渇により大打撃を受けている。国王の乱心と反対しながらも結果的に加担してしまった王弟が「星の都」侵略と国王夫妻誘拐という大罪を犯したため、首謀者は捕縛され「花の都」を筆頭とする七都市連合の監視下に置かれる。
高地の都（コースター）
フローリオ王により統治。女性にとってとても住みやすい土地とされている。特産物は絹織物など。
石の都（ナイティア）
先王の忠臣であったノアル王と先王の娘であるファリフィン王妃により統治される。特産品は名のとおり石。建築用の石材から宝飾用の貴金属まであらゆる石を輸出している。
中洲の都（ギャルテン）
名のとおり河川の中洲に存在し、国というには小規模。指導者はツムラムルム。経済は優れた彫金と鍛冶の技術により成り立っている。
森の都（ル・フェイルン）
現在は廃墟。嘗ては国民から搾取した重い血税により一見して豊かに見え、凡庸な国王と野心に燃える王子アヴィヴァンが君臨していた。しかし、アヴィヴァンによるリゾレット誘拐とエスター暗殺未遂事件の折、国王は花の都を裏切った月の館の主と共に捕えられ、アヴィヴァン自身もまた度重なる陰謀の果てに命運尽きて魔法の民である処刑人らにより永生の刑に処され、事実上、国は滅亡した。しかし、先代の金冠樹の王の残した夢の実の力で弟の息子ヒースホーク・ル・フェイに憑依してアヴィヴァンは災いを齎すが、再び封印された。
金冠樹の森（ディングル・ディナリーナ）
夢の王ユーリックが統治するリージョン。辿り着くにはリボン運河を越えなくてはならない。
虹の都（ブリジグ）
エスター王の母親である前王妃ヴィオリアの故国。

### 生き物
おとぎの国らしく多数の不思議な生き物が存在する。
花冠竜（フラワードラゴン）
名の通り、頭上に花などの冠を生やす竜族。種類として、チューリップのような花を咲かせている「紅花竜」、星を咲かせている「三ツ星竜」、個体数が絶対的に少ない「金色花冠竜」などがいる。竜たちは薔薇色花月と呼ばれる繁殖期に、月の湖の底で花粉に隠れて伴侶を選る儀式を行っている。森の都の残党の竜狩人と共に暗躍した竜商人の暴挙により、近年は更に「金色花冠竜」の数が減り、薔薇色花月にも姿を見せなくなっている。エスター王らの保護により、竜達の復活が期待されている。
翼猫（ウィングキャット）
翼をもった巨大な猫。高地の都では騎竜の代わりに翼猫を移動手段とする。高地の都の猫は人に慣れているが、もとは獰猛な肉食獣。
ギリアドン蛇
むかでのように長い体躯と蠍のような毒の牙を持ち、「わんわんわん」と犬のように啼く凶悪な獣。弱点は口の中と9つ目の関節にある神経中枢。かつてギリアドン蛇をご神体とあがめるギリアドン教なるものが存在した。
角魚（つのうお）
皺の寄った甲殻を持つ凶暴な魚類。ギリアドン蛇の数少ない天敵。
眠眠蛙（みんみんがえる）
花柄の皮膚を持つ蛙。その詩は魔を退けるという。星の民（クリサ）に住まう星の都の守護神ビアンダンは巨大な眠眠蛙である。ビアンダンが本気で鳴けば、黄金花ライトルーアを全滅させてしまうほどの超音波となり、人間にも害が及ぶ。ギリアドン蛇の数少ない天敵。
ワニザール人
踊子水地帯（ワニザール）に住む、ワニにそっくりだが二足歩行の原住民族。常に踊っている。巨大マリモ玉船（グリンボー）に乗り河川を移動する。なおグリンボーには野生種と人工種があり、野生種は乗りこなしが困難と言われる。

## 登場人物

### 星の都
リリフロラ・リア・クリサンリィン
本作の主人公。愛称「リリィ」。「星の都（クリサンリィン）」の王女。黒髪とアメジストの瞳。騎竜は紅花竜のカカリア。
王族なので行動に制限がある。そのため、非公式に行動する時はハリーのアイディアにより、彼とサンディの3人で「3匹のこぶたの香茶屋」となり周囲の目を欺くようになる。
王女らしくおしとやかなドレスを着るよりも、軽装で騎竜を駆るのが好き。父から短剣を使った護身術を習い、いざというときは戦う勇気もある。
デジーは後添いなので血の繋がりはなく、嫁いで数年が経過しても色褪せることの無い絶世の美女の義母に対しコンプレックスを持っている。しかし、義母との仲は良好である。
サンデュ・ハロベル
デジーの侍女頭の息子。通称・サンディ。リリフロラの護衛として付き添うが、精神年齢が近いため護衛というよりは友達。
ハリーとリリィーの3人で「3匹のこぶたの香茶屋」の変装をする。
国王
リリフロラの実父。彼女が幼いうちに前王妃たる妻を亡くし、後にデジーと再婚する。名前は設定されていないが、娘と妻の名前に共通する「リア・クリサンリィン」がラストネームと思われる。愛妻家で後妻であるデジーを「アデミール」と呼ぶ。
優しいがエスター王等と比較してしまう世の人々は男性としての魅力に乏しと思われているが、デジーの心を射止めた。娘と妻、国と国民を心から愛している。「氷の都」の王弟がデジーを傷つけ脅すまでは、捕虜になり拷問にあってもなお口を閉ざし国を護ろうとした。
デジー・アデミール・セゼールリーマ・リア・クリサンリィン
王妃。国王の後添いで、前王妃の遺児で王位継承者の姫君リリフロラの義母。絶世の美女。彼女の美貌は「闇に輝く美しさを愛でて夜の宝石・月の都シェリダン。宝石よりもあでやかな姫君」と形容される。今もなお衰えず、義娘リリフロラのコンプレックスになっている。更には、我が物にしようと考える不届き者も「氷の都」の国王のように後を絶たない。
継子いじめは全く無く、リリフロラに対し優しく厳しい女の人生の先輩として様々なアドバイスをしている。過去にエスターに恋をしたが破れる。その後もずっと横槍の恋を貫いていたが、エスターとリゾレットを苦しめるアヴィヴァンの所業に自らの影を見たため、生きる目標を失い打ちのめされてしまう。そんな矢先、女の子の母親になってみないかという「星の都」の国王の誘いを受諾した。従弟ユーディス・アキロンを次代の国王に指名して「月の都」の王位継承権を譲り「星の都」に嫁いだ。そして、夫王と義理の娘を心から慈しみ新たな幸せに包まれる人生を得た。
シスル・ハロベル
デジー妃付きの侍女頭。サンデュの母親。
ライディ・レリック
国王直属の護衛隊長。「月の都」にいた頃から、デジー妃の忠臣。

### 花の都
ヘディアード・イルギス・ギディングス
17歳。愛称「ハリー」。「花の都（ギルディリエック）」の王位継承者。エスターとリゾレットの息子。双子の妹エディアールがいる。名前は「花の都」王家の先祖であるイルギス・ディオス王子より取られている。
本来の名は「イルギス・ギディングス」だったが、養父である英国の富豪ムーンウッド伯爵により愛馬ヘディアードの名を与えられ、叔父ピーターに発見されるまで「ヘディアード・ムーンウッド」として育ったため、現在は双方の名を合わせて名乗っている。父譲りの銀糸の髪と真青の瞳。騎竜は金色花冠竜のバリアント。
14年前の英国に飛ばされて育ったためか、光の強い花の都の環境が合わずに目を患ってしまう。リリフロラと出逢った時、英国のモーガン邸に滞在し療養中だった。
実父のエスターとは7歳違いであり、双子の妹とは14歳離れている。生後間もない時、「闇の呪術師」アキレディアに呪殺される筈だったが、玄孫を救おうとしたアステアが運命の書「リリフロラ」にハリーの名を書き加えたため、リリフロラに合わせて14年前の英国に飛ばされた。その所為で両親や双子の妹との年齢にズレが生じてしまった。「星の都」の女王の夫（王配）として後に名を馳せることになる。
性格は基本的にはドライ。リリィに愛の告白をされるが「きみは今一番好きな女の子だけど、恋とはちょっと違う気がする」と答えその場から騎竜で立ち去ってしまう。その一方で、リリィからキスされたときには「僕がとまらなくなったらどうするの？」と応じもした。しかし、リリィが無茶をしすぎたときは本気で怒りたしなめ、無事を確認した彼女を抱きしめたり、リゾレットに泣かれると困ると白状するエピソードもあることから、ドライな性格はポーズだと思われる。
エスター・ギーディング・ギディングス
24歳。花の都（ギルディリエック）国王。ハリーとエディの父。銀糸の髪と真青の瞳を持つ。騎竜は金色花冠竜のシンバット。
性格は前国王たる父・エルダー譲りの切れる頭脳を持ち、非常にクール。他人に対して上手に自分を表現出来ないことがあり、しばしばそれがリゾレットから誤解を招くことになっていた。リゾレットと精神的に似ている前王妃たる母ヴィオリアも物足りなさを感じていた。結婚してからリズに影響され、優しさをうまく出せるようになる。しかし、愛情表現は独身時代からストレート。周囲の目を気にすることなくリズにキスや愛の言葉を囁いている。ハリー誕生時の事件により子離れ出来ないリゾレットを説得し、息子とリリフロラの結婚を祝福した。
現在では妻の影響を受け、エクタの留守中に「ウィングチップ（翼端）」の臨時店長を務めたりもし、国民を驚かせている。
リゾレット・ギディングス
前作「花冠の竜の国」の主人公で愛称は「リズ」。エスターの最愛の妻。ハリーとエディの母。金色の髪の毛とアメジストの瞳を持つ。騎竜はシェル（シフェラザード）。なおエスターの騎竜シンバットとシフェラザードは番（つがい）である。
性格は喜怒哀楽に富む典型的な乙女。素直な性格は周りの人間を変えてゆき、しばしば物語のキーとなる。
王子妃時代は、頻繁に義母の前王妃から跡継ぎを早く作るように言われるが、自分が異世界の人間だから子供が出来ないのではないかと思い悩んでいた。しかし、花冠竜の世界の住民はみな出生率が低い為である事をエスターから告げられ誤解が解ける。その後、ハリーとエディの双子の兄妹を授かる。しかし、呪詛を回避すべく曾祖父アステアが「リリフロラの運命の書」にハリーの名前を書き込んだことで14年前の英国にハリーが飛ばされて一緒に過ごせなかったため、子離れできずにいる。
ハリーにとって夢の中の妖精であり、最愛の女性。ふだんドライな彼が唯一彼女の前では緊張しうろたえてしまう。恥ずかしさから避けてしまうようになっていたが、実際は絶対に泣かせたり悲しませたくないと思っている相手。
エディアール・マーリィン・ギディングス
3歳。愛称「エディ」。エスターとリゾレットの娘。ハリーの双子の妹。黄金の巻き毛とアメジストの瞳を持ち外見上は母親そっくりである。名前は前王妃であるエスターの母ヴィオリアの生国「虹の都」の前王妃エディアールから取られた。
誕生時の呪殺未遂で１４年前の英国に飛ばされた兄とは大幅な年齢差が生じてしまい、長い間別れて育った兄を大変慕っている。自分以外にハリーに近づく女は全て敵だとみなす。決まり文句は「さようなら他所の国の人！」。しかし、全ては子供らしく素直で単純なところからきており、我が儘を言って周りを困らせることもあるが、皆から愛されている。
竜商人の事件の折、金色花冠竜の子竜と赤ちゃん竜、三ツ星竜の子竜、そして竜商人が番犬として連れていた鶏に似た「番鳥（バンチョウ）」という鳥とまで仲好くなり、父エスターに責任を持って面倒を見ると誓い花の都に連れて帰った。

### ウィングチップ
ウィングチップは国名ではなく、シリーズ全般に登場する喫茶店の名称である。
エクタクローム
直立猫族。
通称・エクタ店長。花冠竜の世界の喫茶店「ウィングチップ」3代目店長。

### 石の都
ノアル・レブルック
石の都と統治する国王。前国王の忠臣たる騎士だったが、前国王と宗教の違いで離婚した前王妃との間に生を受けたファリフィン女王と結婚して王配の騎士となり、後に国王として王位を継いだ。

### 高地の都
フローリオ・デ・ル・コルスタン
高地の都を統治する国王。従妹イルージアと協力して故国を守る。リゾレットが人妻になっても想いを寄せているが、他の人物は名前を正しく呼ばれるのに唯一「フランソワ」「フローレンス」「フローレル」と殆どが間違えて呼ばれるため、珍しく正しく名前を呼ばれると感動に打ち震える。ボウシカワウソのデイデイを溺愛する「宝石の谷（ディニライン）」の王女ニコールというGFがいる。
イルージア
フローリオの従妹姫。幼い頃からエスターに恋しており、未だに独身。

### 月の都
アキロン
月の都を統治する国王。即位前の名前は「ユーディス」で改名したのかと思われたが、『花冠の竜の国 encore 花の都（ギルディリエック）の不思議な一日』で名前は「ユーディス・アキロン」であることが明かされた。デジーの叔父ジャスティス王子と元召使の女性ヨランドとの間に生を受け、出自の低さゆえに聖職者の道に進もうとした。しかし、デジーが「星の都」の国王と婚約した時、正式に王子と認められて王位を継いだ。

### 閲覧宮（ソープワート）
人々の運命を綴る詩を記した運命の書を司る。
ブライアン・アステア
ハリーの母方の高祖父（曾祖父母の父）である。人としての生を終えた後、何故か「閲覧宮」の7番目の「創造者（クリエーター）」とされ、玄孫（やしゃご、「曾孫の子」の意）であるハリーが死の呪いにより殺される運命だと知り、運命を書き換え逃亡者となった。

## 掲載誌情報
プリンセスGOLD（秋田書店）
1. 第1期 2008年2月号 - 6月号
2. 第2期 2008年9月号 - 11+12月号、2009年2月号
3. 第3期 2009年3+4月号 - 7+8月号
4. 第4期 2009年9月号 - 2012年7月号

## 書籍情報
中山星香 『花冠の竜の姫君』 秋田書店〈プリンセスコミックス〉、全10巻
1. 2008年7月16日発売[3]、ISBN 978-4-253-19651-2
2. 2009年3月16日発売[4]、ISBN 978-4-253-19652-9
3. 2009年8月12日発売[5]、ISBN 978-4-253-19653-6
4. 2010年2月16日発売[6]、ISBN 978-4-253-19654-3
5. 2010年7月13日発売[7]、ISBN 978-4-253-19655-0
6. 2010年12月16日発売[8]、ISBN 978-4-253-19656-7
7. 2011年5月16日発売[9]、ISBN 978-4-253-19657-4
8. 2011年10月14日発売[10]、ISBN 978-4-253-19658-1
9. 2012年3月16日発売、ISBN 978-4-253-19659-8
10. 2012年8月16日発売、ISBN 978-4-253-19660-4